# Canard des Hawaï
Anas wyvilliana
Espèce
Statut de conservation UICN

 VU D1 : Vulnérable
Le Canard des Hawaï (Anas wyvilliana) est une espèce de canard appartenant à la famille des Anatidae et à la sous-famille des Anatinae.